# 龍召還娘
《龍召還娘》（英語：DRAGON MASTER Silk；日語：ドラゴンマスターシルク）是由日本發售的迷宮探索類型電子角色扮演遊戲。
此遊戲由Gimmick House開發，先於1992年12月發售個人電腦版本的一代，後於1995年8月發售個人電腦版本的二代；並且由Datam Polystar大幅更新遊戲內容，於1997年3月28日發售世嘉土星版本。
台灣由歡樂盒代理發售個人電腦版本的一代與二代。

## 外部連結
- Gimmick House官方網站 （页面存档备份，存于）